# رایسه
رایسه دهکده و شهرداری سابق در شهرستان الباسان در شرق آلبانی است. در اصلاحات دولت محلی در سال ۲۰۱۵، آن را به زیرمجموعه شهرداری Prrenjas تبدیل کرد. جمعیت این شهر در سرشماری سال ۲۰۱۱ برابر با ۸٬۴۲۱ نفر بود. این شهرداری از دهکده‌های بردزاج، کتجل، کوتودش، رجاچه، اسکندر، سوتاج و اوراکا تشکیل شده‌است. جنگل‌های واقع در این شهر بخشی از سایت طبیعی فراملی یونسکو، جنگلهای راش باستان و باستان از کارپات‌ها و مناطق دیگر اروپا اعلام شد.